# Sitana ponticeriana
Sitana ponticeriana — представник роду Sitana з родини агамових (Agamidae).

## Опис
Загальна довжина сягає 16—18 см. Голова довга, витягнута, гостроморда. Тулуб стрункий з низьким гребенем. У самиць зовсім відсутній гребінь. Кінцівки гарно розвинені з 5 пальцями, задні довше передніх, досягають передньої частини ока або морди. Луска на тілі кілевата, рівномірна. Немає стегнових або преанальних пір. Хвіст круглий, тонкий, вкритий слабко кілеватою лускою.
Колір спини світло або темно-коричневий з темно-коричневими, чорними краями, уздовж середини спини є 6 пар ромбоподібних плям, більш-менш чіткі світлі лінії є уздовж кожної сторони плями, іноді світла лінія на хребті розділяє ці плями. Верхня частина голови і верхні поверхні кінцівок без темних плям, знизу вони білуваті. Металева пляма розташована на барабанній порожнині, від кінчика підборіддя назад до початку горловою торби тягнеться чорна лінія. Усередині рот синій. Горлова торба рожева або червона по середині з чорно-синіми крапочками буває лише у період парування. Зазвичай горлова торба матово—білого кольору.

## Спосіб життя
Полюбляє теплі низовини, сухі прибережні місцини. Перебуває як на деревах, так й на землі. Досить моторна тварина. Ховається в отворах, щілинах у землі, в кущах. Найактивніша у ранкові часи.
Харчується мурашками та іншими дрібними комахами.
Це яйцекладна ящірка. Самиця у травні-жовтні у ямці в землі відкладає 6-14 яєць крейдяного білого кольору і довжиною 10х5-6 мм.

## Розповсюдження
Мешкає у Непалі, Індії, на острові Шрі-Ланка, у східному Пакистані.